# Shifty Henry
Pour les articles homonymes, voir Henry.
John Willie "Shifty" Henry, né le 4 octobre 1921 à Edna (Texas) et mort le 30 novembre 1958 à Los Angeles, est un musicien américain, connu comme contrebassiste et bassiste, et compositeur de blues. 
Il a également joué de la flûte, du violon, de l'alto, du saxophone et du hautbois et était très courtisé en tant que musicien et arrangeur à Los Angeles dans les années 1940 et 1950. Il a également été actif dans la scène Jazz de Los Angeles sur Central Avenue.

## Biographie
Né à Edna, Texas, Henry reçoit un diplôme en musique à la A&M University de Prairie View, près de Houston, au Texas. Il a joué comme centre de l'équipe de football, et l'entraîneur lui a donné son surnom pour sa vitesse et son agilité. Il a généralement joué et enregistré sous ce surnom de Shifty Henry, mais il a utilisé de nombreuses variantes de pseudonymes explicites pour écrire des chansons et produire, y compris Baron Von Shifte, Esq., Shifte Henri, Shifte' Henre, S. Henry, et Shifti Henri.
Sa chanson la plus connue est Let Me Go Home, Whiskey, qui a été un hit au début des années 1950 pour Amos Milburn, et reprise plus tard par Asleep at the Wheel, et par la suite interprétée par Jerre Maynard et son Greazy Gravy Blues Band. Une autre chanson de Henry, Hypin' Women Blues, enregistrée en 1945 pour le label de l'Entreprise, enregistré par T-Bone Walker en 1947, pour le label Black and White a été échantillonnée par DJ Mr. Scruff pour sa chanson Get a Move on, qui a été utilisée dans plusieurs publicités à la télévision. Cela a conduit à un regain d'intérêt pour les compositions de Henry Shifty.
Henry a enregistré avec et arrangé pour l'élite du jazz et du rhythm and blues, y compris Dinah Washington, Billy Eckstine, Dizzy Gillespie, Charles Mingus, The Treniers, Illinois Jacquet, et Miles Davis. The Shifty Henry All-Stars a joué régulièrement au bal du Nouvel An organisé par la mondaine Dorothy Chandler et son mari Otis, éditeur du Los Angeles Times.
Il est mentionné par son nom dans un verset de Jailhouse Rock par Jerry Leiber et Mike Stoller: « Shifty Henry dit à Bugs, pour l'amour du ciel, personne ne regarde, maintenant faisons un break. »
Leo Fender a choisi d'offrir à Shifty Henry une des premières basses électriques Fender Precision Bass, et Henry devient le premier bassiste sponsorisé par Fender. Henry est apparu dans le film noir D. O. A. en 1950, comme contrebassiste dans un club de jazz. Il a également joué dans l'orchestre maison du Martin and Lewis show à la télévision. Il est un des premiers contrebassiste à effectuer sa transition à la basse électrique Fender avec Monk Montgomery, dans un contexte plutôt hostile à cet instrument. C'est Lionel Hampton qui voulait gagner en puissance et clarté qui prit parti pour la basse électrique et l'imposa à son bassiste Roy Johnson. On peut donc considérer Shifty Henry comme un des pionniers de la basse électrique.
Il est mort à Los Angeles à l'âge de 37 ans.